# Faciès (géologie)
Ne doit pas être confondu avec Habitus (minéralogie).
Pour les articles homonymes, voir Faciès.

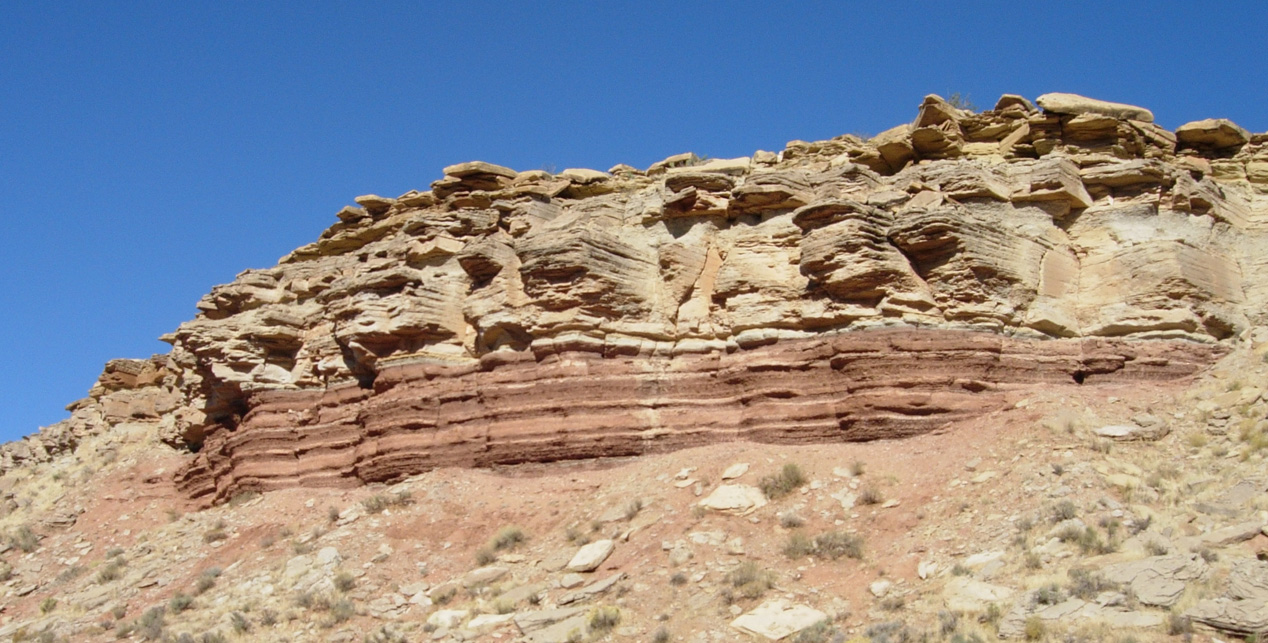
Faciès de siltstone et de grès marins marginaux datant du Trias moyen exposés dans le sud de l'Utah.

En géologie, le terme de faciès (du latin qui signifie « aspect ») est un terme général qui est employé dans plusieurs champs de la discipline. Il a un intérêt descriptif et sert à qualifier un étage lithostratigraphique (une roche ou un minéral) ou biostratigraphique. Les faciès permettent de catégoriser ces étages à l'aide de critères déterminants qui leur sont propres. 
Le faciès type d'une roche emprunte son nom à une localité type.
L'analyse du faciès d'une roche sédimentaire, de même que la séquence des couches, permet de remonter aux conditions de l'environnement de dépôt ou aider à comprendre son histoire diagénétique.

## Minéralogie
Elle se réfère à la description morphologique des cristaux. La notion de faciès est à distinguer de l'habitus (minéralogie) bien que parfois ces notions soient très proches.
- Faciès cristallin : caractéristique des minéraux présentant des dimensions sensiblement égales suivant les trois directions de l'espace (exemple : galène, grenat).
- Faciès columnaire : caractérisant des minéraux de forme allongée et de diamètre faible (exemple : la tourmaline).
- Faciès isométrique : caractéristique des minéraux présentant des dimensions sensiblement égales suivant les trois directions de l'espace (exemple : galène, grenat).
- Faciès allongé : caractérise les cristaux développés suivant une seule direction.
- Faciès tabulaire : se dit de cristaux principalement développés suivant deux directions de l'espace.

## Pétrologie
Un faciès pétrographique caractérise une roche qui se distingue principalement par sa composition minéralogique et son apparence.
Plus particulièrement, un faciès est une catégorie de roches métamorphiques, fondée sur l'assemblage minéralogique de la roche. À chaque faciès est associé un champ de température et de pression dans lequel s'est produit le métamorphisme.

## Sédimentologie
La sédimentologie de faciès s'intéresse à la nature et à l'allure de la roche sédimentaire et des dépôts sédimentaires.
Les faciès sédimentaires ont une grande importance en sédimentologie et en paléontologie ; une revue scientifique, précisément nommée Facies, est consacrée à ces questions.